# Karula Nationalpark
Karula Nationalpark er nationalpark i det sydlige Estland . Den blev oprettet i 1979 som et beskyttet område og blev i 1993 en nationalpark. Det er den mindste nationalpark i Estland.

Karula National Park er kendetegnet ved dens kuperede topografi, dens mange søer, den store biodiversitet og det traditionelle kulturlandskab. Nationalparkens flora er rig og inkluderer flere arter, der er rødlistede i Estland, såsom den baltiske orkidé, mezereon og kamillebladet månerude; Sidstnævnte findes kun tre steder i Estland, og Karula er en af dem. Faunaen indeholder også usædvanlige og truede arter, såsom damflagermus, den lille skrigeørn og den sorte stork. Pattedyr som elg, los og ilder er almindelige.